# NGC 2482
NGC 2482 is een open sterrenhoop in het sterrenbeeld Achtersteven. Het hemelobject werd op 20 november 1784 ontdekt door de Duits-Britse astronoom William Herschel.

## Synoniemen
- OCL 653
- ESO 494-SC3